# بلبیس د لا خارا
بلبیس د لا خارا (به اسپانیایی: Belvís de la Jara) یک شهرستان در اسپانیا است که در استان تولدو واقع شده‌است.

## خصوصیات
بلبیس د لا خارا ۱۱۴ کیلومترمربع مساحت و ۱٬۷۳۵ نفر جمعیت دارد و ۴۵۰ متر بالاتر از سطح دریا واقع شده‌است.